# Söder (Helsingborg)

Lage des Stadtbezirks Söder in Helsingborg.

Söder ist ein Stadtteil der schwedischen Stadt Helsingborg. Söder liegt im gleichnamigen, 3.665 Einwohner (Stand 2005) zählenden Stadtbezirk.
Der Stadtteil entstand im 19. Jahrhundert, einer Zeit wirtschaftlichen Aufschwungs in Helsingborg. Durch den Ausbau des Hafens und den Bau der Eisenbahn in Richtung Süden siedelten sich hier, südlich des Stadtzentrums, Industriebetriebe an, in deren Umfeld Wohnungen für die dort arbeitende Bevölkerung entstanden. Die räumliche Trennung der Arbeiterwohngebiete im Süden der Stadt von den bürgerlich geprägten Stadtteilen im Stadtzentrum und nördlich davon führten zu einer sozialen Segregation in der Stadt, die bis heute besteht. Söder zeichnet sich durch einen vergleichsweise hohen Ausländeranteil (vorwiegend aus dem ehemaligen Jugoslawien und dem Libanon) und eine hohe Arbeitslosenquote aus. Söder gilt als Problemviertel mit bewaffneten Jugendbanden.
Von der ursprünglichen Bebauung Söders ist heute nicht mehr viel übrig. Die Arbeitersiedlungen wurden teils Anfang des 20. Jahrhunderts, teils in den 1960ern und 70ern durch mehrstöckige Beton- und Ziegelbauten ersetzt. Diesen, aber auch den großen Durchgangsstraßen, der Nähe zum Hafen, der dort angesiedelten Industrie und dem benachbarten Wärmekraftwerk wird die geringe Attraktivität des Stadtteils zugeschrieben.
Es gibt Pläne für die Aufwertung Söders unter dem Motto „Söder in Veränderung“ („Söder i förändring“), die bisher jedoch erst zu einem Teil umgesetzt wurden – dies im Rahmen des Strukturwandels unter anderem durch die Ansiedlung des „Campus Helsingborg“ der Universität Lund im ehemaligen Produktionsgebäude des Gummiprodukteherstellers Tretorn, den Neubau des Amtsgerichts (Tingsrätt) und die Umwandlung einer alten Zuckerfabrik in ein Bürogebäude des Möbelkonzerns Ikea. Pläne mit ausstehender Umsetzung betreffen die Verlegung der durch Söder verlaufenden Bahnanlagen unter die Erde und das Schaffen von Wohnraum im Südhafen.

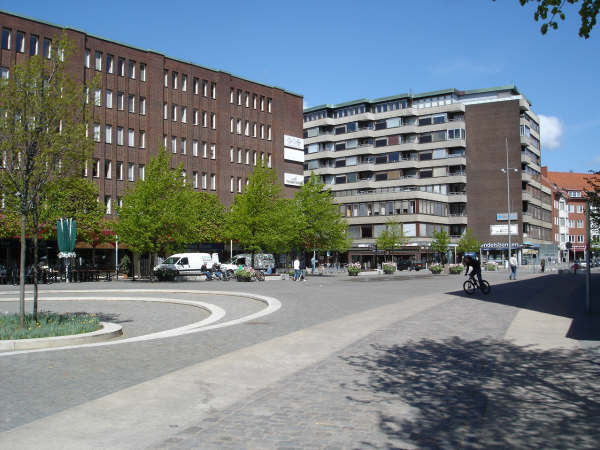
Mäster Palms plats.
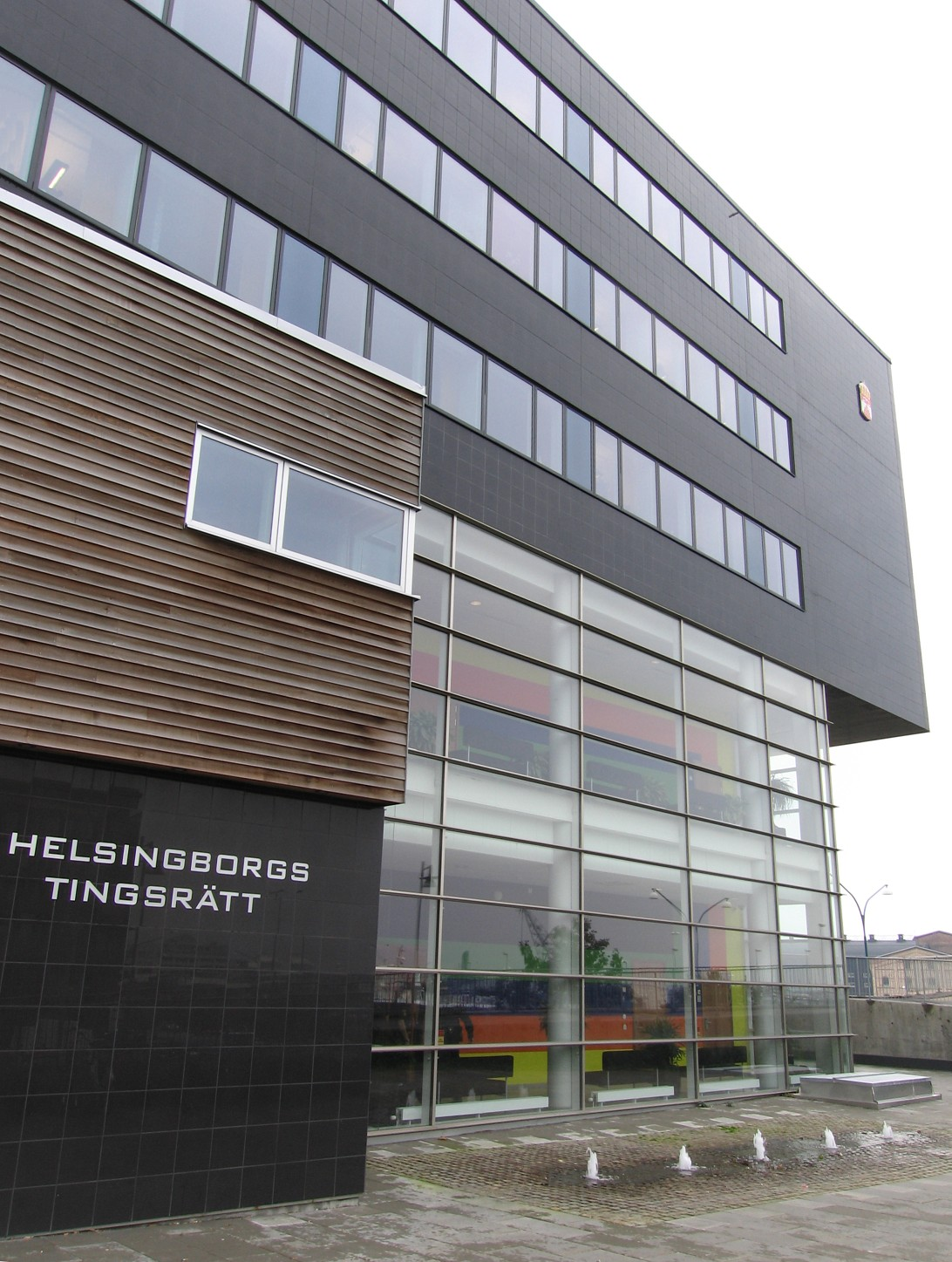
Amtsgericht Helsingborg.
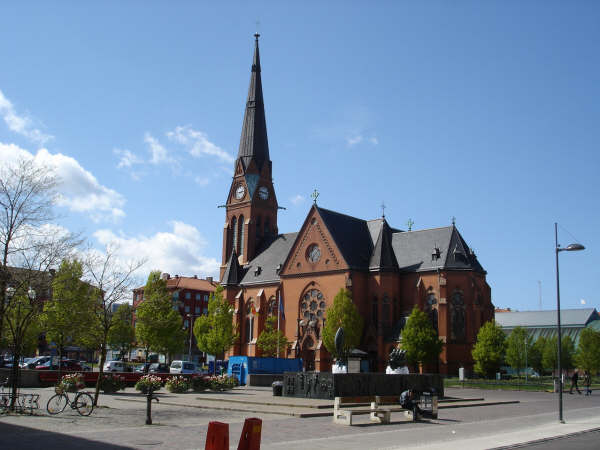
Die Gustav-Adolf-Kirche am Platz Gustav Adolfs torg.
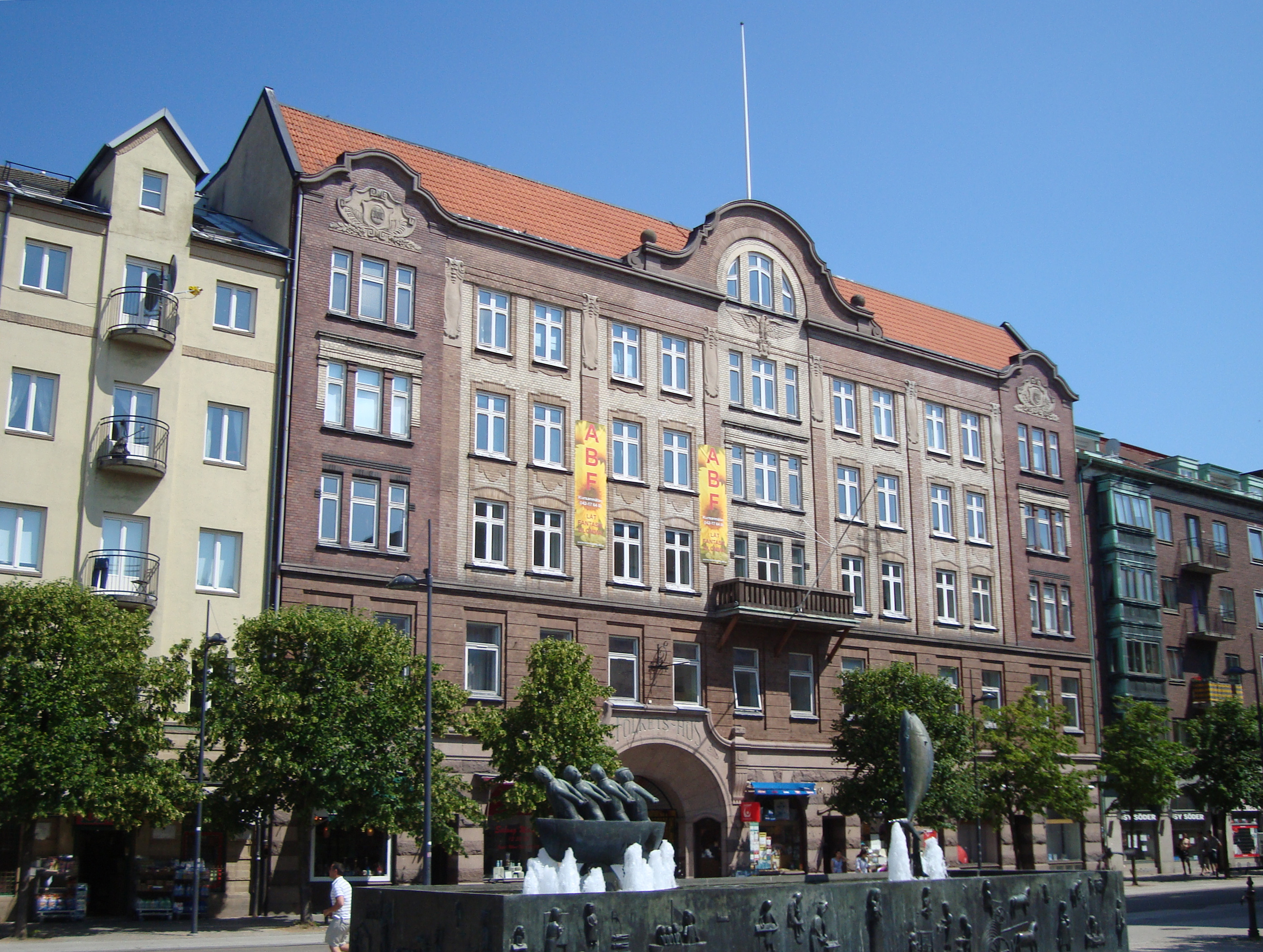
Hausfassaden am Gustav Adolfs torg.
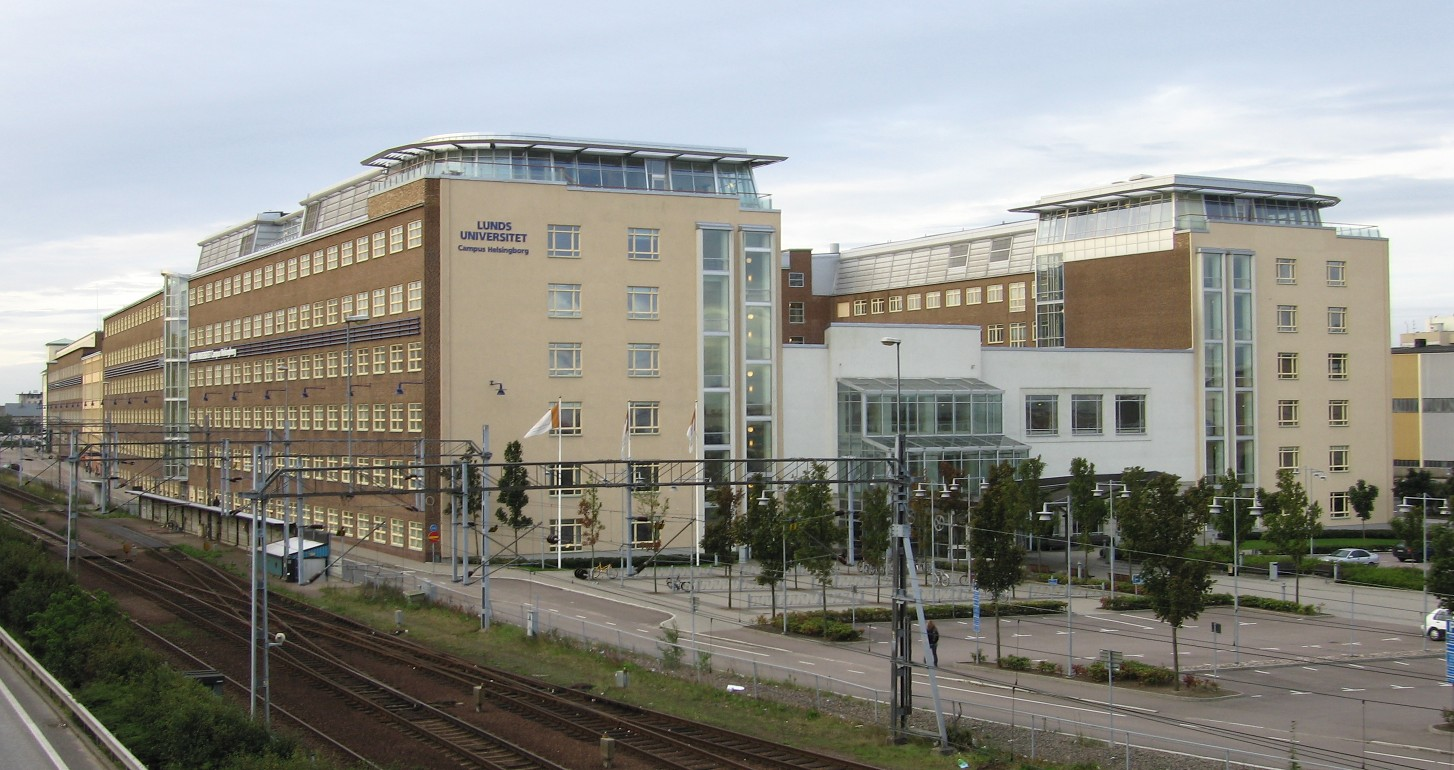
Campus Helsingborg der Universität Lund.
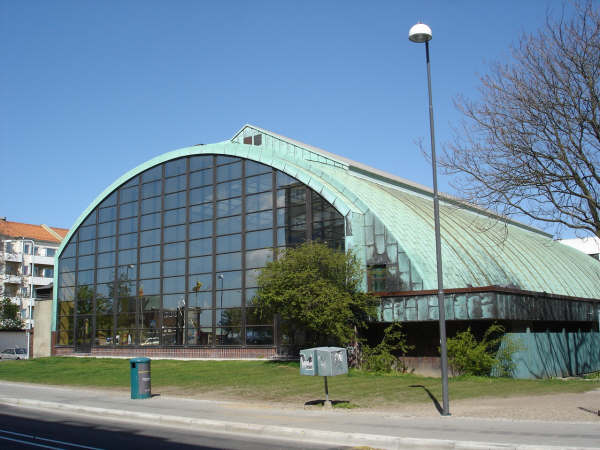
Schwimmhalle.
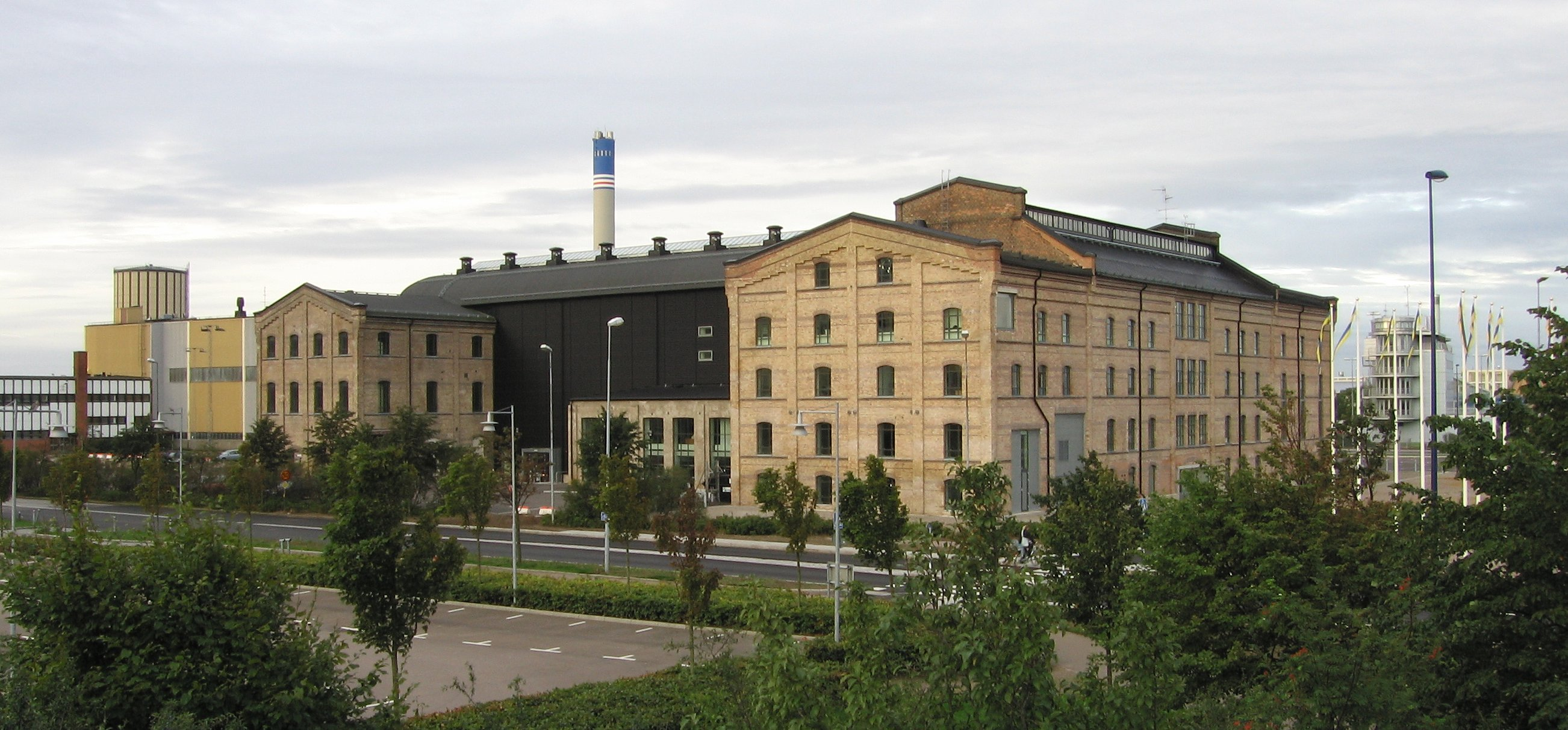
Die ehemalige Zuckerfabrik, heute Bürogebäude des Möbelkonzerns Ikea.